# Jean-Joseph Perraud

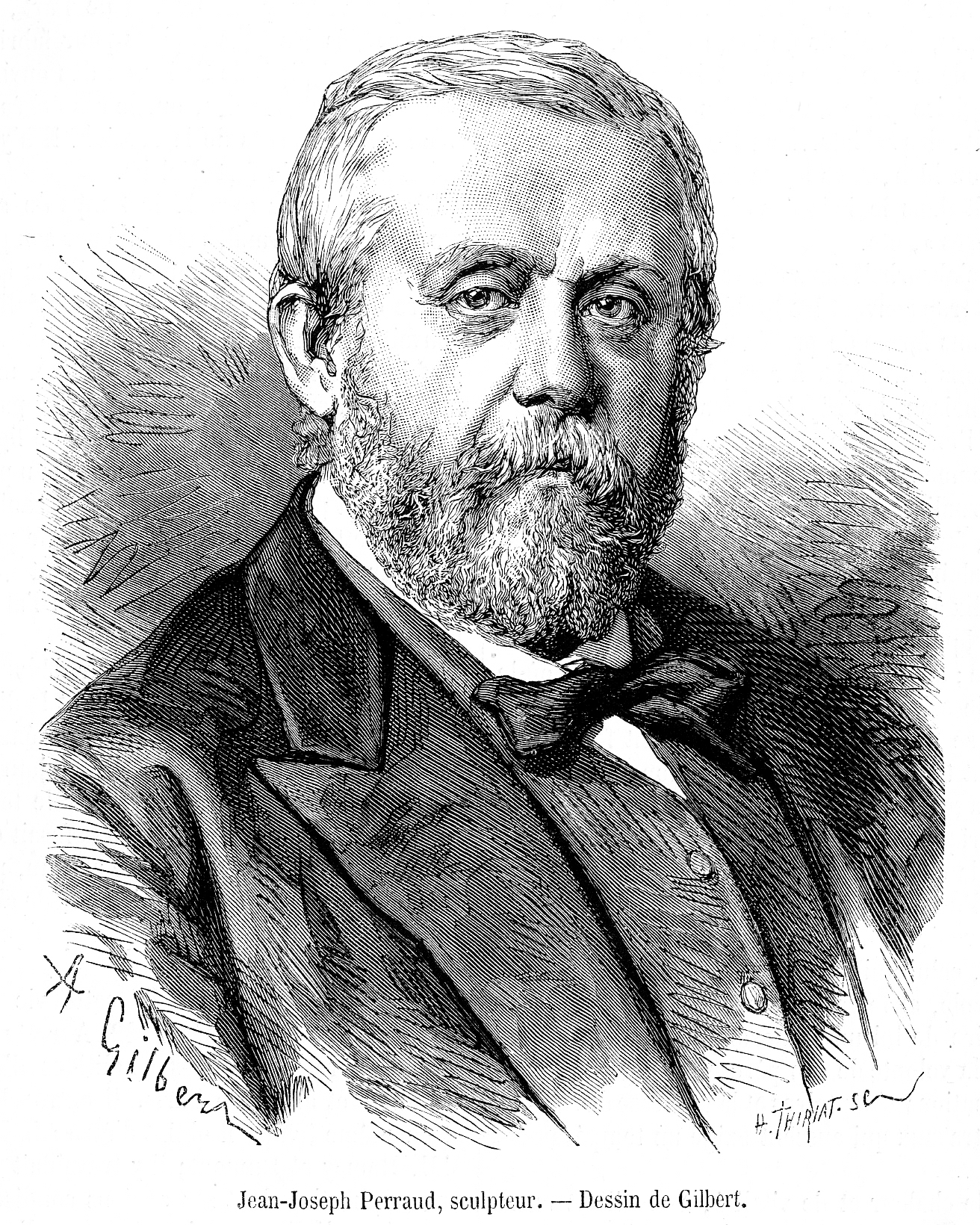
Jean-Joseph Perraud

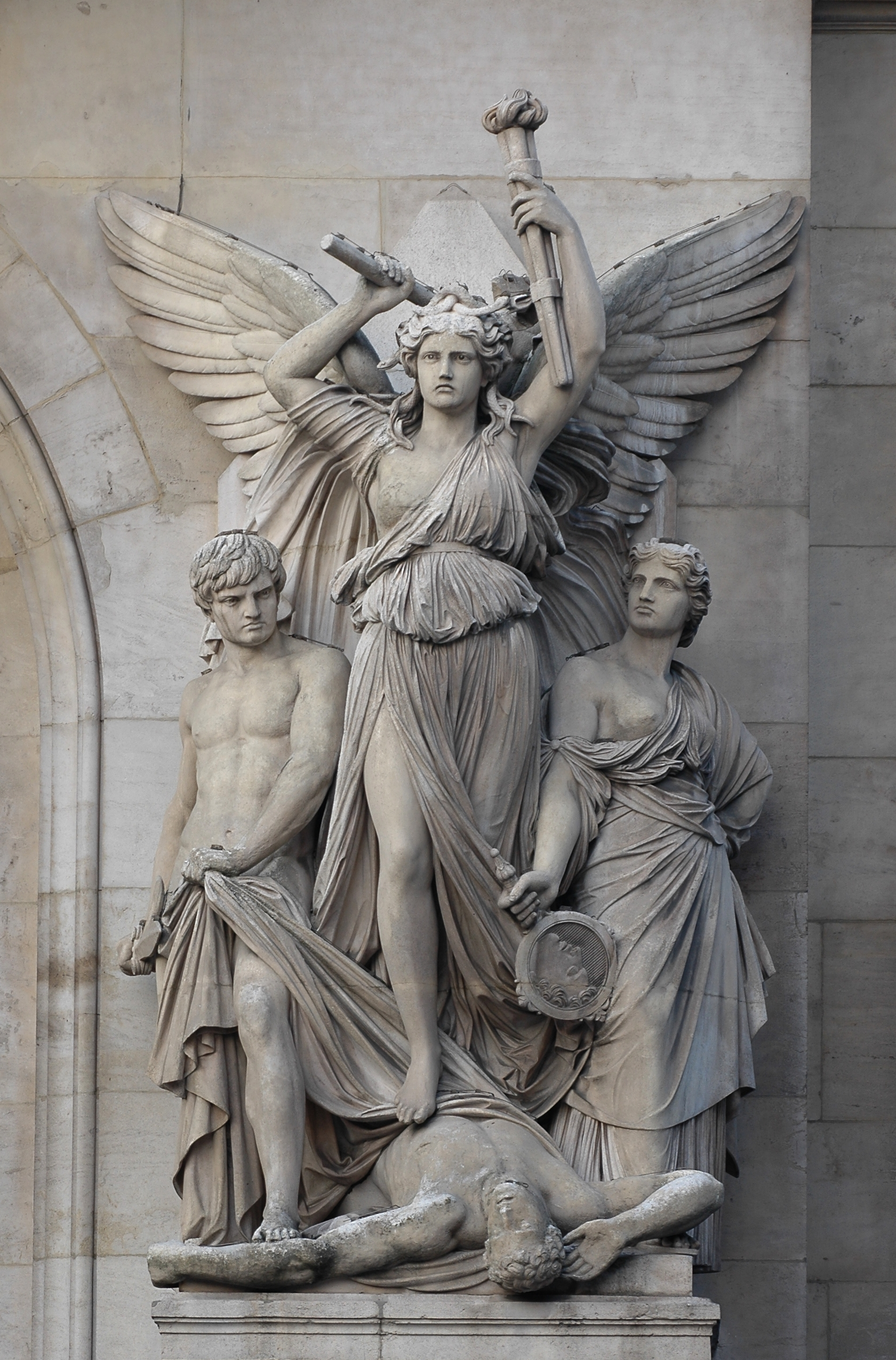
Le Drame lyrique, Skulptur an der Opéra Garnier

Jean-Joseph Perraud  (* 26. April 1819 in Monay, Département Jura; † 2. November 1876 in Paris) war ein französischer Bildhauer.

## Leben
Jean-Joseph Perraud begann seine Ausbildung bei einem Holzschnitzer, besuchte sodann in Lyon die École des Beaux-Arts und gewann den ersten Preis für Bildhauerei, ging anschließend nach Paris und wurde Schüler von Étienne-Jules Ramey und Augustin-Alexandre Dumont. 1847 gewann er mit dem Relief Télémaque apportant à Phalante l'urne renfermant les cendres d’Hippias den Prix de Rome, worauf er fünf Jahre in Italien verweilte. Die ersten Arbeiten, mit denen er nach seiner Rückkehr auftrat, eine Statue Adams (1855) und die Gruppe der Enfance de Bacchus (Kindheit des Bacchus, 1857; Marmorausführung 1863, Louvre), fanden wegen ihrer technischen Vollendung, ihrer streng anatomischen Formen und der korrekten Durchbildung aller Details große Anerkennung.
Unter Perrauds übrigen Schöpfungen sind die bedeutendsten: Le Désespoir (Die Verzweiflung, 1869, Paris, Musée d’Orsay), die heilige Genoveva, die sitzende Figur der Gerechtigkeit und die die Gesetztafeln haltenden Karyatiden für den Pariser Justizpalast, die Gruppe Le Drame lyrique (Lyrisches Drama) an der Fassade der Opéra Garnier (1865–69), die Marmorstatue Galatea und die Marmorgruppe Le Jour (Der Tag, 1875). Perraud führte auch zahlreiche Büsten aus, u. a. des französischen Lyrikers Pierre-Jean de Béranger.
1867 wurde Perraud Offizier der Ehrenlegion. Ferner war er Mitglied der Académie des Beaux-Arts. Er starb am 2. November 1876 im Alter von 57 Jahren in Paris und wurde auf dem Friedhof Cimetière Montparnasse beigesetzt.